# Emil Seifarth
Emil Carl Wilhelm Seifarth (* 24. Januar 1859 in Gera; † 5. Juni 1946 ebenda) war ein deutscher Kaufmann und Politiker.

## Leben
Seifarth war der Sohn des Bäckermeisters Carl Louis Seifarth und dessen Ehefrau Marie Louise geborene Steger. Er war evangelisch-lutherischer Konfession und heiratete am 12. April 1888 in Gera Marie Pauline Pilling (* 15. August 1864 in Gera; † 26. Dezember 1936 ebenda), die Tochter des Seilermeisters Louis Robert Pilling in Gera.
Seifarth lebte als Kaufmann in Gera, wo er am 15. November 1883 die Bürgerrechte erwarb. Er war Mitglied der „Bürgerlichen Arbeitsgemeinschaft“, einer lokalen Partei. Als Freimaurer gehörte er der Loge Archimedes zum ewigen Bunde in Gera an. Vom 25. Januar 1914 bis zum 12. Februar 1919 war er Abgeordneter im Landtag Reuß jüngerer Linie. Er war 1919 bis 1925 Mitglied des Gemeinderates bzw. Stadtrates in Gera und vorher Mitglied und Vorsitzender des Gemeinderates in Untermhaus. 1925 war er Vorsitzender des Stadtrates in Gera.

## Auszeichnungen
- Ritterkreuz des National-Zivil-Verdienstkreuzes/Bulgarien (1908)
- Großherzoglich Mecklenburgisches Verdienstkreuz in Gold des Hausordens der Wendischen Krone (1917)